# Nanna loloana
Nanna loloana är en fjärilsart som beskrevs av Embrik Strand 1912. Nanna loloana ingår i släktet Nanna och familjen björnspinnare. Inga underarter finns listade i Catalogue of Life.